# Încrucișarea (film)
Încrucișarea (în engleză Cruising) este un film thriller din 1980 regizat de William Friedkin cu Al Pacino în rolul principal. Filmul este bazat în mare parte pe romanul cu același nume al reporterului Gerald Walker de la New York Times, roman despre un criminal în serie din New York City ale cărui victime sunt homosexualii. Astăzi filmul Încrucișarea este deținut de Warner Bros. Pictures.
Filmul nu a avut parte de critici prea favorabile având și un succes financiar modest. Thriller noir cu un Al Pacino ca de obicei desăvârșit, "Încrucișarea" este un film care s-a bucurat de un succes imens la data premierei sale, în anul 1980. 

## Prezentare
Pacino joacă rolul unui polițist, Steve Burns , care se infiltrează la adăpostul unei false identități în lumea subterană a homosexualilor din New York. Scopul acestei misiuni este găsirea unui brutal criminal în serie care a ucis mai mulți homosexuali . Misiunea va fi devastatoare pentru Burns care la finalul ei va ajunge ruinat psihic. El se va îndepărta, treptat, de soția sa, iar obsesia de a-l prinde pe asasin îl va determina să se transforme în momeală pentru acesta.

## Distribuție
- Al Pacino . . . . . Steve Burns
- Paul Sorvino . . . . . Căpitanul Edelson
- Karen Allen . . . . . Nancy Gates
- Richard Cox . . . . . Stuart Richards
- Don Scardino . . . . . Ted Bailey
- Joe Spinell . . . . . DiSimone
- Jay Acovone . . . . . Skip Lea
- Randy Jurgensen . . . . . Det. Lefronskyk
- Barton Heyman . . . . . Dr. Rifkin
- Gene Davis . . . . . DaVinci
- Arnaldo Santana . . . . . Loren Lukas
- Larry Atlas . . . . . Eric Rossman
- Allan Miller . . . . . Șeful detectivilor
- Sonny Grosso . . . . . Detectivul Blaisia
- Ed O'Neill . . . . . Detectivul Schreiber
- Michael Aronin . . . . . Detectivul Davis
- James Remar . . . . . Gregory
- William Russ . . . . . Paul Gainess
- Mike Starr . . . . . Desher
- Steve Inwood . . . . . Martino
- Keith Prentice . . . . . Joey
- Leland Starnes . . . . . Jack Richards
- Robert Pope . . . . . prietenul lui DaVinci
- Bruce Levine . . . . . dansatorul
- Powers Boothe . . . . . vânzătorul de eșarfe
- Jimmie Ray Weeks . . . . . vânzător
- Carmine Stippo . . . . . barmanul

## Legături externe
- Cruising la Internet Movie Database
- San Francisco Examiner "Lasting images of "Cruising" by Bob Stephens (1995).
- Q Network Film Desk "Cruising" By James Kendrick.
- Cruising: Re-examining the Reviled by Drew Fitzpatrick (Digital Destruction).
- A new stance on William Friedkin's Cruising by Trenton Straube
- Friedkin Out by Bill Krohn at rouge press